# STREI!

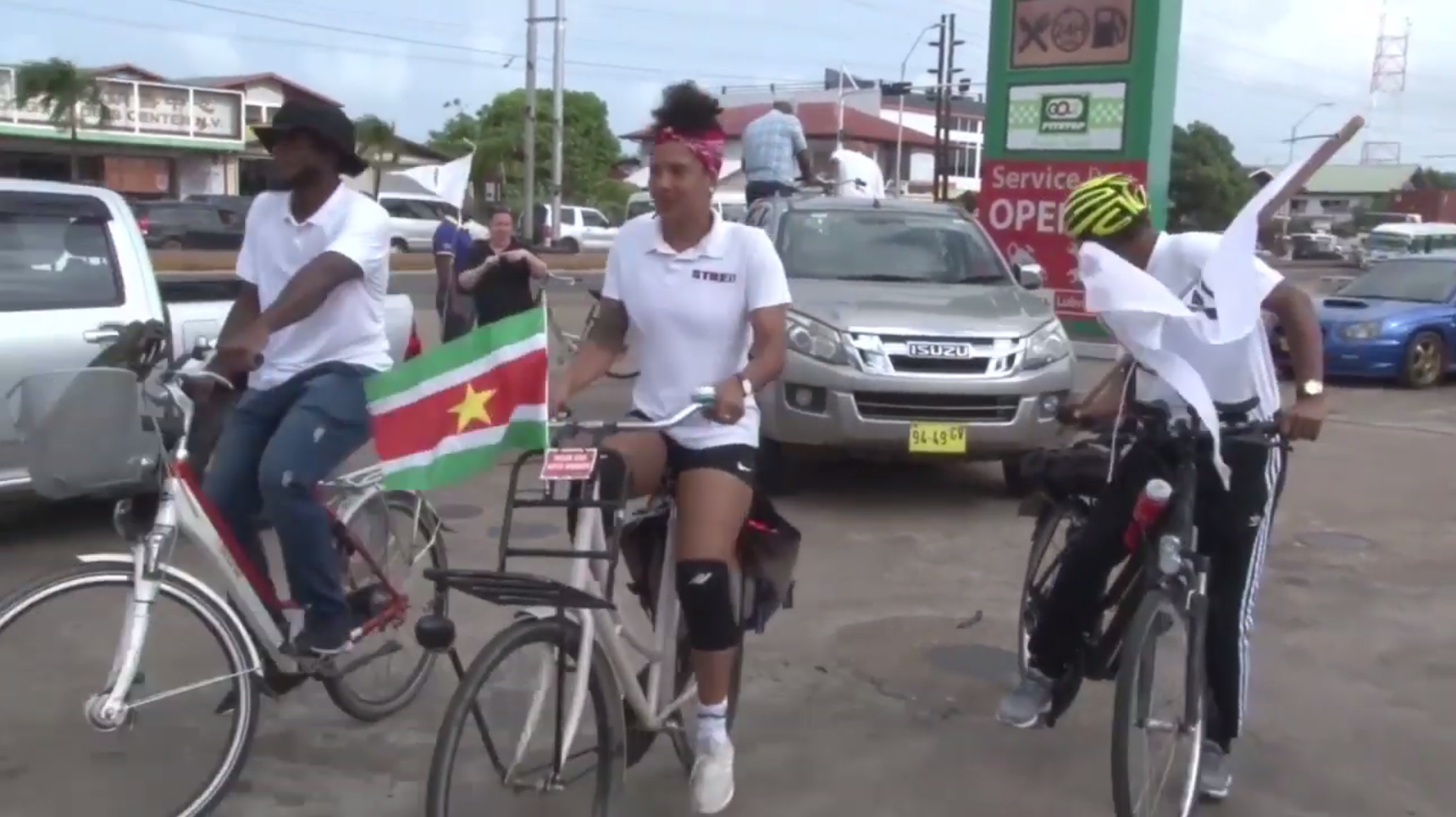
Fietstocht van Nieuw-Nickerie naar Albina, 2020

Strei! is een politieke partij in Suriname sinds 2018. Voorzitter en mede-oprichter is Maisha Neus.
Strei! is voortgekomen uit de protestbeweging Wij Zijn Moe die sinds circa 2016 meerdere grote protestdemonstraties in Suriname heeft gehouden tegen de corruptie en armoede waarvoor ze de regering van president Bouterse verantwoordelijk houdt.

## Geschiedenis
De partij werd eind januari 2018 opgericht onder leiding van Maisha Neus. Om de situatie in Suriname te kunnen verbeteren zou demonstreren alleen volgens haar niet voldoende zijn. Om het landsbelang van Suriname te kunnen dienen gaf ze de Nederlandse nationaliteit op.
In november 2018 diende de partij een strafaanklacht van zeventig pagina's in tegen de minister van Financiën, Gillmore Hoefdraad, en de administrateur-generaal van het Bureau voor de Staatsschuld, Adelien Wijnerman. De aanklacht is het schenden en afdekken van de overschrijding van het staatsschuldplafond. Deze zaak loopt in februari 2020 nog bij het Hof van Justitie.
In 2019 streed ze met haar partij met succes tegen de ingevoerde voertuigenbelasting.
In 2020 ondernam Strei! een week lang een fietstocht van Nieuw-Nickerie naar Albina om de partij en de doelstellingen onder de aandacht te brengen, waaronder voor de gevaarlijke verkeerssituatie in het land en de behoefte aan jonge leiders.

## Verkiezingen van 2020
Strei! nam deel aan de verkiezingen van 2020 en zei met de intrede in de politiek het systeem in Suriname van binnenuit aan te willen pakken. Op 25 mei 2019 presenteerde de partij zeven punten waar ze in de volgende zes jaar verbetering in Suriname in teweeg wilde brengen. Die punten zijn op het gebied van basisinkomen, diversificatie van de economie, werkgelegenheid, controle en veiligheid, gezondheidszorg en huisvesting.
Bij de presentatie van de doelstellingen noemde Neus dat haar partij corruptie "met harde hand" wilde aanpakken. De partij wilde onder meer met kaalpluk-wetgeving zorgen dat zoveel mogelijk onrechtmatig verkregen gelden in Suriname worden teruggehaald. Daarnaast wilde Strei! de grote overheidssector inkrimpen en de pensioenleeftijd verlagen van 55 naar 50 jaar om instroom van jongeren op de arbeidsmarkt te vergroten. Op de kandidatenlijst van het district Paramaribo stonden Phil Soemita en Rodney Cairo op plaats 1 en 2 en was Maisha Neus lijstduwer.
De partij behaalde geen zetels tijdens de verkiezingen.